# Bohdana Frolyak

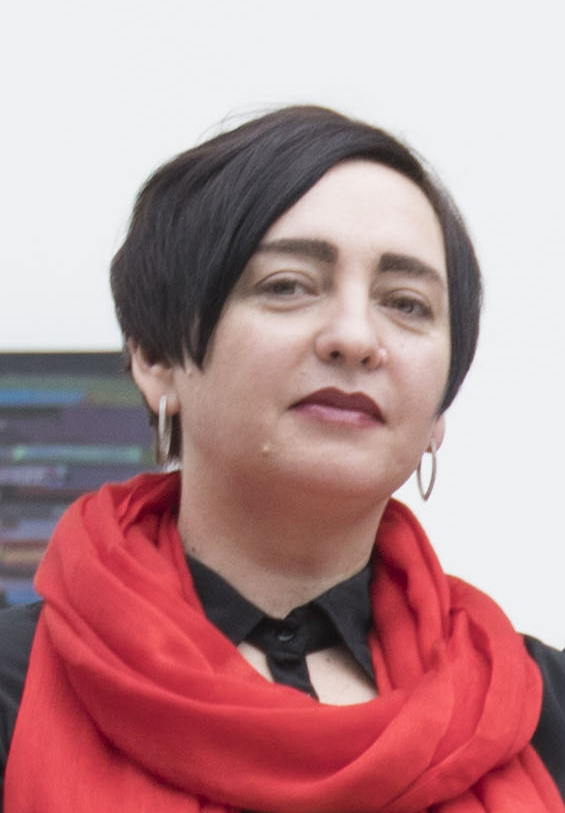
Ceremonia de entrega del Premio Nacional Shevchenko 2017 Bogdana Froliak recortada

Bohdana Froliak o Bohdana Frolyak; (nacida el 5 de mayo de 1968 en Vydyniv, Óblast de Ivano-Frankivsk, RSS de Ucrania) es una compositora ucraniana.

## Biografía
Froliak comenzó su formación musical en su pueblo natal bajo la tutela de Vasyl Kufliuk, un educador musical que se formó en Varsovia.
En 1986, se graduó de la Escuela Musical Solomiya Krushelnytska de Lviv, donde estudió piano, teoría musical y composición. 
En el año de  1991, obtuvo su título de composición en el Conservatorio de Lviv, bajo la dirección de destacados profesores como Volodymyr Flys y Myroslav Skoryk. 
Posteriormente, en 1998, completó un curso de posgrado en la misma institución. 
Luego, en 2009, amplió su formación asistiendo a dos cursos en la facultad de composición y música contemporánea y jazz de la Academia de Música de Cracovia, Polonia.
En el año de 1991 inicio como profesora en la facultad de composición musical del Conservatorio de Lviv . También es miembro de la Unión de Compositores de Ucrania .

## Becas y premios
- Becas:
  - 2001 — beca de la Fundación de los Amigos del Otoño de Varsovia y de la Ernst von Siemens Musikstiftung ;  [6]
  - 2004 — beca Gaude Polonia del Ministro de Cultura de Polonia ; [6]
- Premios:
  - 2000 — Premio Levko Revutsky en el campo de la composición;
  - 2005 — Premio estatal Borys Lyatoshynsky en el campo de la composición;

## Trabajos mayores
- Orquestal[7]
  - Sinfonía No. 1 terrarum Orbis — 1998;
  - Sinfonía No. 2—2009;
  - Concierto para piano y orquesta (para jóvenes intérpretes) — 2000;
  - Concierto para clarinete y orquesta — 2004-2005;
  - "U vozdukhakh plavayut' lisy..." ( en ucraniano: У воздухах плвавють ліси...  </link> ) en versus de Vasyl Stefanyk y Nazar Honchar para clarinete, violonchelo, piano, coro mixto e instrumentos de cuerda — 2002;
  - Vestigia para violín, viola e instrumentos de cuerda. — 2003;
  - Kyrie eleison para coro mixto y cuerdas — 2004;
  - Daemmerung para clarinete y cuerdas — 2005;
  - Agnus Dei para coro mixto y cuerdas — 2006;
  - Jak modlitwa en versus de Adam Zagajewski para soprano y orquesta — 2007;
  - Clarificación para violonchelo y cuerdas. — 2006;
  - Que haya luz para orquesta — 2023;
  - Pequeños conjuntos y solistas.
  - "¿Por qué debería yo, como un pájaro tímido, volar a montañas lejanas?" (según el Salmo No. 10(11) del Libro de los Salmos ) para flauta, flauta alta, clarinete, clarinete bajo, saxofón alto ( corno inglés en la edición inicial), violín, viola y violonchelo. — 2001;
  - Stück para piano — 2004;
  - Partita – meditación para dos violines — 2007;
  - Lamento para trío con piano — 2007;
  - Suite en do para violonchelo y piano — 2008;
  - Inventos para ocho violonchelos — 2009;

## Festivales
- Contrastes en Lviv, Ucrania ;
- Kyiv-Music-Fest en Kiev, Ucrania;
- Estrenos de la temporada en Kyiv;
- Dos días y dos noches de nueva música en Odesa, Ucrania;
- Jornadas de música ucraniana en Varsovia, Polonia y Moscú, Rusia;
- Jornadas de música sacra ucraniana en Uzhhorod, Ucrania;
- Jornadas de Música de Compositores de Cracovia en Cracovia, Polonia;
- Starosądecki Festiwal Muzyki Dawnej en Stary Sącz, Polonia;
- Varsovia Otoño en Varsovia, Polonia;
- Muzyka w Sandomierzu en Sandomierz, Polonia;
- En el cruce cultural de Cracovia y Stary Sącz, Polonia;
- MENHIR 2005 festival de música falera en Suiza;